# Dylan Sprayberry
Dylan Muse Sprayberry, född 7 juli 1998 i Houston i Texas, är en amerikansk skådespelare, känd för rollen som den unge Clark Kent i filmen Man of Steel och Liam Dunbar i MTV-serien Teen Wolf. Han har också spelat rollen som Henry Richmond i den amerikanska thrillerserien Light as a Feather från 2018 till 2019.
Sprayberry är bror till skådespelerskan Ellery Sprayberry (född 2000). Syskonen flyttade tillsammans med sina föräldrar till Los Angeles år 2006, detta för att underlätta för deras då kommande skådespelarkarriärer.

## Filmografi (i urval)

### Filmer
- 2009 – Old Dogs
- 2011 – Spooky Buddies – Valpgänget och spökhunden
- 2013 – Man of Steel
- 2022 – Sick
- 2023 – Teen Wolf: The Movie

### TV-serier
- 2008 – Criminal Minds (TV-serie)
- 2008 – Icarly (TV-serie)
- 2008 – Mad TV (TV-serie)
- 2012 – Common Law (TV-serie)
- 2012 – Glee (TV-serie)
- 2014–2017 – Teen Wolf (TV-serie)
- 2018–2019 – Light as a Feather (TV-serie)
- 2023 – Catfish: The TV Show (TV-serie)